# 大氣結冰

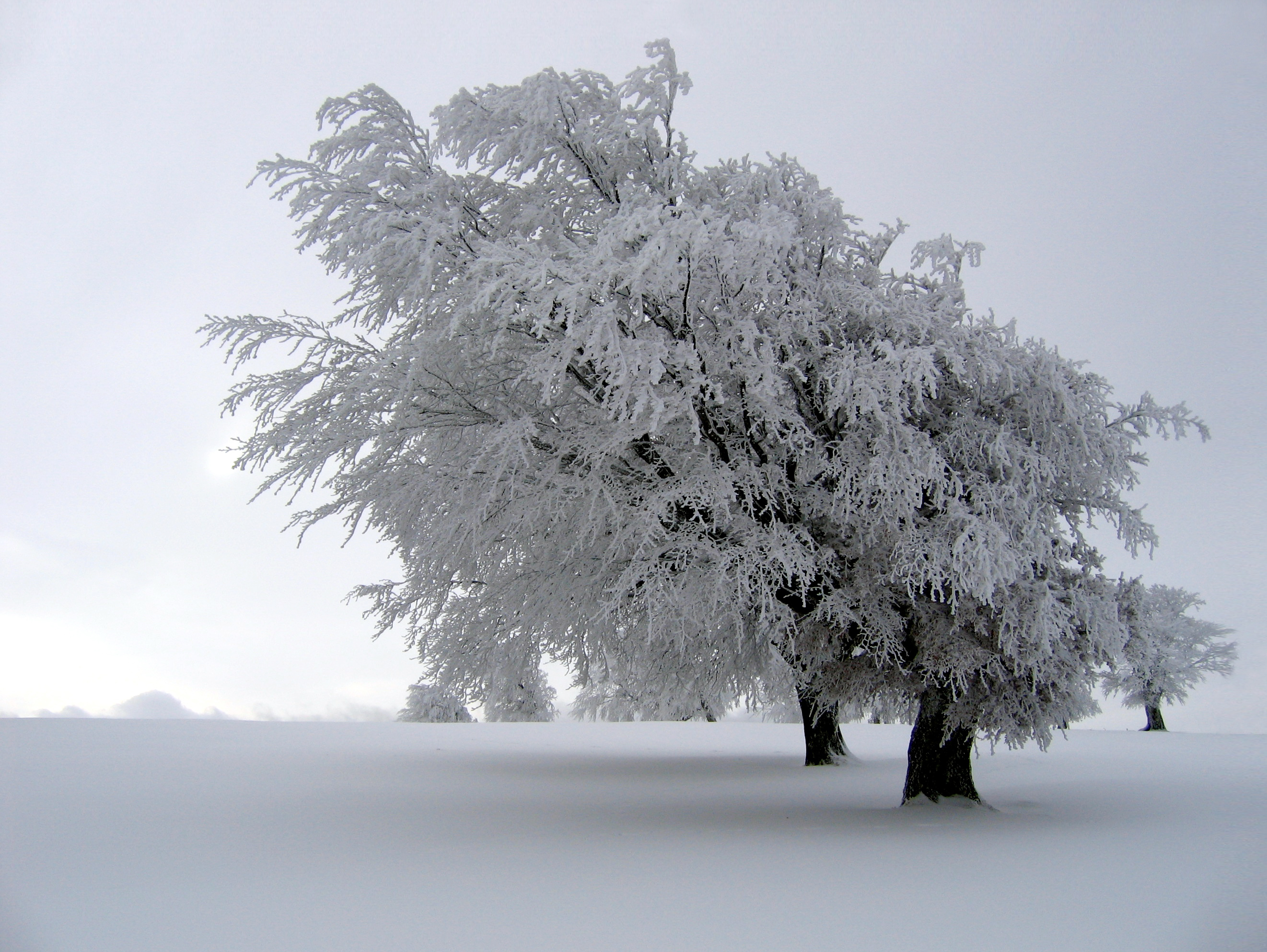
樹上的大氣結冰現象

大氣結冰（英語：atmospheric icing）是指當與物體連結的水滴在空氣中結冰。這種情形對於航空器來說非常危險，因為結冰的部份可能會改變機體表面的空氣動力學，並會造成升力的降低，甚至導致墜機。
並非所有的水都是在攝氏0°C（或華氏32°F）結冰。低於這個溫度的液態水被稱為過冷（supercooled），而正是這些過冷的水滴造成航空器的結冰問題。但低於零下20°C時卻少有結冰情形，原因是在這樣的溫度下，雲中包含的是冰的微粒，而非水滴。
大氣結冰也會發生在高塔、風力機、鑽油平台、船隻、樹木等，會和低溫及水滴接觸的其他物體上。